# 伯利坎普-韦尔奇算法
伯利坎普－韦尔奇算法（英語：Berlekamp-Welch algorithm）是一種用於高效地解碼BCH碼與里德-所羅門碼的演算法，其名取自埃尔温·伯利坎普與勞埃德·韋爾奇。伯利坎普－韦尔奇算法的優點在於這一演算法僅需利用矩陣運算。這一演算法的時間複雜度為{\displaystyle O(N^{3})}。

## 演算法
伯利坎普－韦尔奇算法通常被用於解碼里德-所羅門碼。假使在有限體{\displaystyle GF(q)}上有{\displaystyle n}個數字{\displaystyle m_{1},\dots ,m_{n}}，利用RS碼編為{\displaystyle n-1}次多項式{\displaystyle P(i)=m_{i}}。如果已知傳輸信道會錯誤傳輸{\displaystyle k}個值，那麼RS碼可以傳輸{\displaystyle P(i)}上的{\displaystyle n+2k}個點{\displaystyle (i,P(i))}。因此，解碼者的問題在於要辨認出哪{\displaystyle k}個點是錯誤的。令解碼者接收到的點值為{\displaystyle R(i)}，可以看出對於且僅對於所有正確傳輸的點{\displaystyle i}，{\displaystyle P(i)=R(i)}。

### 錯誤辨認多項式
伯利坎普－韦尔奇算法引入了錯誤辨認多項式的概念，也即多項式{\displaystyle E(i)=(i-e_{1})(i-e_{2})\dots (i-e_{k})}，其中{\displaystyle e}的值為所有{\displaystyle k}個錯誤傳輸的點的{\displaystyle i}值（均未知）。由於{\displaystyle E(i)=0}當且僅當{\displaystyle i}對應一個錯誤傳輸的點，可以看出對於所有{\displaystyle i}值，{\displaystyle P(i)E(i)=R(i)E(i)}，其中{\displaystyle R(i)}對於所有i均為已知常數。令{\displaystyle Q(i)=R(i)E(i)}，可以看出左側為一個{\displaystyle n+k-1}次的多項式，右側為一個{\displaystyle k}次的多項式，但其最高次係數為1。因此，整個線性系統有{\displaystyle n+2k}個方程式與{\displaystyle n+2k}個未知數，可以用線性代數的方法解出，並可以由{\displaystyle P(i)=Q(i)/E(i)}解出原始的編碼多項式並讀出編碼值{\displaystyle m_{1},\dots ,m_{n}}。